# Brđani Kosa
Brđani Kosa – wieś w Chorwacji, w żupanii sisacko-moslawińskiej, w gminie Sunja. W 2011 roku liczyła 103 mieszkańców.